# Mihama (Fukui)
Pour les articles homonymes, voir Mihama (homonymie).
Mihama (美浜町, Mihama-chō) est un bourg situé dans le district de Mikata de la préfecture de Fukui, au Japon.

## Étymologie
Les deux kanjis dans le nom « Mihama » (美, mi ; et 浜, hama) signifient littéralement « Belle plage ».

## Géographie
Mihama est situé dans le sud-ouest de la préfecture de Fukui, bordé par la préfecture de Shiga au sud et par la baie de Wakasa au nord.

### Municipalités limitrophes
| baie de Wakasa | baie de Wakasa | Tsuruga |
| Wakasa         | Mihama         | Tsuruga |
| Wakasa         | Takashima      | Tsuruga |

### Démographie
En 2010, Mihama comptait environ 10 409 habitants répartis sur une territoire de 152 km2. Au 1er mars 2025, la population était de 8 654 habitants.

### Hydrographie
Mihama est traversé par le fleuve Mimi. Les lacs Kugushi et Hiruga des Cinq lacs de Mikata sont situés au nord-ouest du bourg.

## Histoire
Le bourg de Mihama est créé le 11 février 1954, de la fusion des villages de Kitasaigō, Minamisaigō, Mimi et Santō.

## Économie
Le bourg de Mihama développe la culture du riz et des kakis.
La principale installation industrielle est la centrale nucléaire de Mihama.

## Culture locale et patrimoine
- Parc quasi national de Wakasa-wan
- ruines du château de Kuniyoshi.

## Transports
Le bourg est desservi par la ligne Obama de la JR West.